# Flecha Valona 1984
La Flecha Valona 1984 se disputó el 12 de abril de 1984, y supuso la edición número 48 de la carrera. El ganador fue el danés Kim Andersen. El belga William Tackaert y el holandés Heddie Nieuwdorp fueron segundo y tercero respectivamente.

## Clasificación final
| Pos. | Ciclista           | Equipo                               | Tiempo   |
| ---- | ------------------ | ------------------------------------ | -------- |
| 1    | Kim Andersen       | Coop-Hoonved-Rossin                  | 6h12'50" |
| 2    | William Tackaert   | Fangio-Tonissteiner-O.m.trucks-Mavic | a 3'39"  |
| 3    | Heddie Nieuwdorp   | Avp-Viditel-Concorde                 | m.t.     |
| 4    | Dominique Arnaud   | La Vie Claire-Terraillon             | m.t.     |
| 5    | Henri Toon Manders | Kwantum-Decosol-Yoko                 | m.t.     |
| 6    | Henk Lubberding    | Panasonic-Raleigh                    | a 4'26"  |
| 7    | Urs Zimmermann     | Cilo-Aufina                          | m.t.     |
| 8    | Hubert Linard      | Peugeot-Shell-Michelin               | a 4'28"  |
| 9    | Phil Anderson      | Panasonic-Raleigh                    | a 5'49"  |
| 10   | Acacio Da Silva    | Malvor-Bottecchia                    | m.t.     |